# Canòlic Mingorance Cairat
Canòlic Mingorance Cairat (* 9. März 1976 in Sant Julià de Lòria) ist eine andorranische Juristin. Sie ist seit 2025 Richterin am Europäischen Gerichtshof für Menschenrechte (EGMR).

## Leben und Wirken
Mingorance Cairat studierte Rechtswissenschaften an der Universität Pompeu Fabra in Barcelona, wo sie 1998 ihren Bachelor-Abschluss machte. 2001 erwarb sie an der Universitat d’Andorra den Mastergrad in andorranischem Recht. Anschließend trat sie in den andorranischen Justizdienst ein und wurde zunächst als Untersuchungsrichterin eingesetzt. Von 2013 bis 2015 war sie Mitglied des europäischen Komitees für rechtliche Zusammenarbeit. Ab 2015 war sie erneut Untersuchungsrichterin mit einer Spezialzuständigkeit für sozioökonomische Belange und organisierte Kriminalität. 2018 wechselte sie als Richterin an das andorranische Berufungsgericht, dessen Präsidentin sie 2024 wurde. Daneben war sie von 2023 bis 2025 Mitglied des andorranischen bioethischen Komitees. 2024 wurde sie von der Universitat Oberta de Catalunya mit einer von Josep Maria Tamarit Sumalla betreuten Arbeit über die Auswirkungen der Empfehlungen der Financial Action Task Force on Money Laundering für Andorra zur Dr. iur. promoviert.
Im Januar 2025 wurde sie als Nachfolgerin von Pere Pastor Vilanova als Vertreterin Andorras zur Richterin am Europäischen Gerichtshof für Menschenrechte gewählt. Sie trat ihre voraussichtlich bis 2034 dauernde Amtszeit am 31. März 2025 an.